# Rafle du Vélodrome d'Hiver

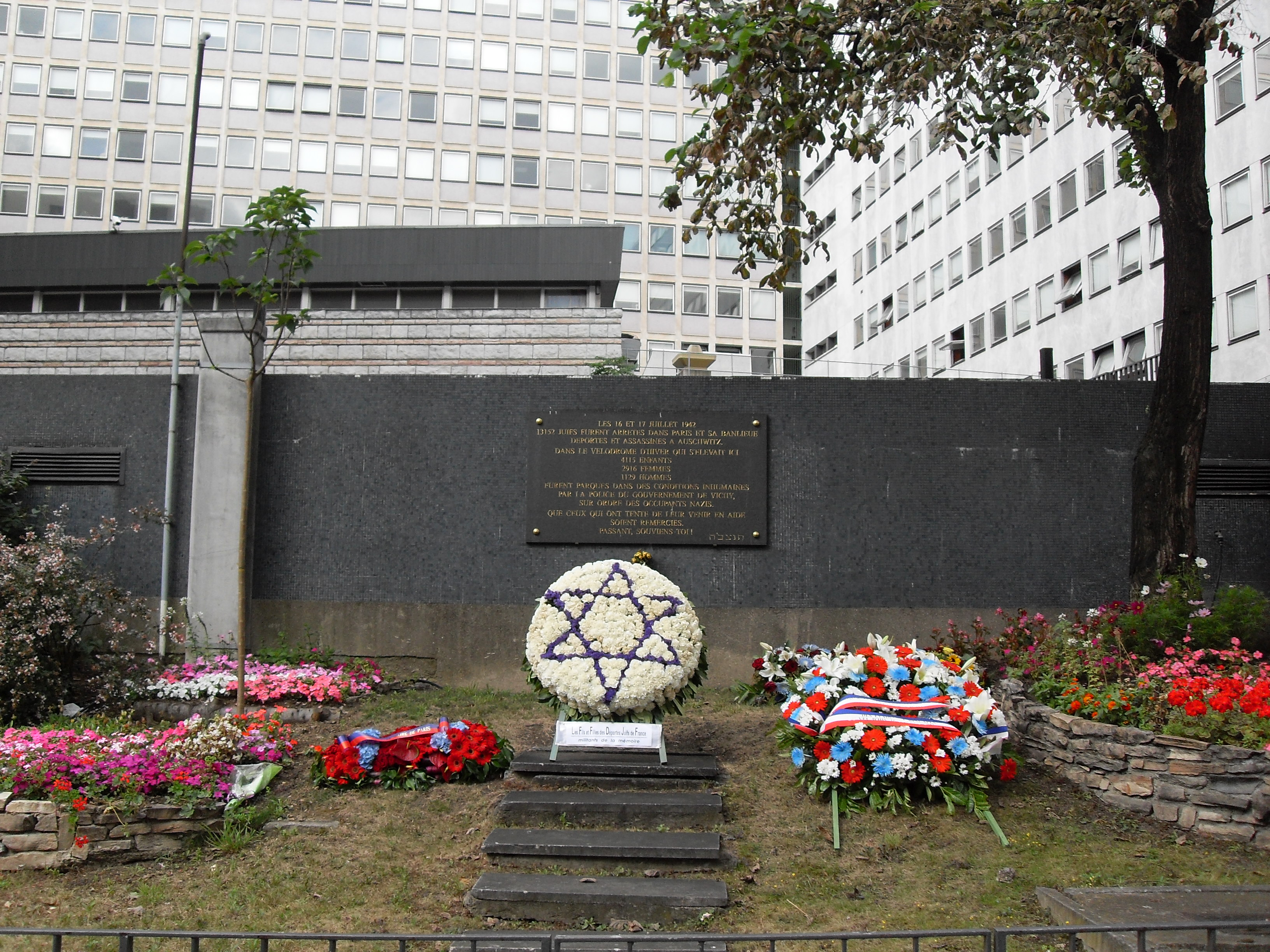
Memorial da rusga do "Vél' d'Hiv", Paris.

A Rusga do Velódromo de Inverno de Paris - em francês: la rafle du Vélodrome d'Hiver, mais conhecida como "la rafle du Vel d'hiv"  é o maior aprisionamento de massa de judeus realizado na França durante a Segunda Guerra Mundial. Entre o 16 e 17 de Julho de 1942, 13 152 pessoas das quais quase um terço eram crianças, foram presos em Paris e seus arredores; 8 160 foram detidos no Velódromo de Inverno de Paris durante quatro dias. Quase todos foram mortos, menos de cem sobreviveram a deportação.
Efectuada a pedido específico da autoridade nazista no âmbito da sua política de exterminação sistemático dos Judeus da Europa, a operação “Vent printanier” organizou várias rusgas nos territórios ocupados da Europa Ocidental (França, Bélgica e Países Baixos) durante o mês de Julho de 1942. As detenções do “Vel’ d’Hiv” realizaram-se conjuntamente com a ajuda de 7 000 agentes policiais e guardas franceses por ordem do Governo francês de Vichy. Os Judeus de nacionalidade francesa foram temporariamente excluídos desta rusga que de início visou essencialmente os Judeus estrangeiros e apátridas refugiados em França e mais tarde atingiu igualmente os de nacionalidade francesa.
Um total de 1 129 homens, 2 916 mulheres e 4 115 crianças foram amontoados nos degraus deste estádio dedicado a competições de ciclismo, antes de serem levados aos campos de Beaune-la-Rolande e Pithiviers (Loiret).
A 18 de julho começaram as deportações para a Alemanha e partiam comboios carregados de judeus em direção a Auschwitz.
Em 2017 o presidente francês Emmanuel Macron, nas cerimónias de aniversário d’A Rusga confirmou o envolvimento francês: “Foi a França que organizou e tratou da deportação de milhares de crianças a campos de concentração”.

## Filme
A história deste genocídio, conduzido pelo governo francês de Vichy, e a trajetória pessoal da própria jornalista entrelaçam-se no enredo de "A Chave de Sarah", sexto filme do diretor francês Gilles Paquet-Brenner, que assina também o roteiro, ao lado de Serge Joncour, adaptando o best-seller homônimo de Tatiana De Rosnay.